# Стат Антонов
Стат (Евстати) Антонов е изтъкнат български лекар и активен общественик.

## Биография
Стат (Стамат, Евстати) Антонов е роден през 1844 г. в Търново. Става известен, след като се дипломира като лекар в Румъния (1870 – 1871). Откроява се с изключителна интелигентност и начетеност. Владее френски, немски, италиански, гръцки, турски, румънски и руски език.
Назначен е за градски лекар в Търново от 1872 г. Обслужва както българското население, така и представителите на официалната турска власт. Приятел е с д-р Марин Русев.
Член на Търновския частен революционен комитет на ВРО. Д-р Стат Антонов е човекът, който лекува Васил Левски в Търново след залавянето му в Къкринското ханче. Търновци търсят различни начини да го освободят. Жоржо Момчев – богат търговец и член на комитета – се среща с търговеца Стефан Карагьозов, който е повикан в Конака като представител на обществеността. Двамата обсъждат дали не може да се направи нещо Апостолът да бъде на свобода. Оказало се, че този път нищо не могат да предприемат, за да го освободят. Летописецът е записал:
„на приказка бяхме много, но за работа малко.“
Затова и опитите за намеса и действия са обидно плахи и неефективни.
Д-р Стат Антонов остава верен на революционните идеи и се включва в подготовката на Старозагорското въстание (1875) и Априлското въстание (1876).
Веднага след Освобождението е назначен на държавна лекарска служба. Включва се активно и в обществения живот. Влиза в обкръжението на Любен Каравелов и е сред посетителите на хана на Бела Бона. Става приятел и със Стефан Стамболов. Един от основателите и член на ръководството на Славянското благотворително дружество.
Председател на Търновския комитет „Единство“ (1878). Народен представител в Учредителното събрание в Търново през 1879 г. През 1889 г. специализира в Париж. От 1905 г. е управител на Пловдивската болница.
Д-р Стат Антонов умира на 21 март 1926 г. Д-р Марин Русев произнася надгробна реч.